# Hinsbergova reakce
Hinsbergova reakce je organická reakce, která slouží k rozlišení primárních, sekundárních a terciárních aminů. Provádí se promícháváním vzorku aminu s benzensulfonylchloridem za přítomnosti hydroxidu sodného nebo hydroxidu draselného. Primární amin vytvoří rozpustnou sulfonamidovou sůl; z ní se okyselením získá sulfonamid, který vytvoří sraženinu. Sekundární amin vytvoří přímo sulfonamid. Terciární amin nezreaguje, ovšem nerozpustí se. Po přidání zředěné kyseliny se přemění na rozpustnou sůl.
Terciární aminy reagují s benzensulfonylchloridem za mnoha různých podmínek, test je tak vypovídající pouze při uvážení rychlosti reakce, koncentrací, teploty a rozpustnosti.
Reakci objevil Oscar Hinsberg v roce 1890.

## Průběh reakce
Aminy fungují jako nukleofily, které reagují s benzensulfonylchloridem a nahrazují v něm atom chloru. Sulfonamidy vznikající z primárních a sekundárních aminů jsou prakticky nerozpustné a vysráží se:
C6H5SO2Cl + 2 RR'NH → C6H5SO2NRR' + [RR'NH2+]Cl−
U primárních aminů (R' = H) dochází k deprotonaci vytvořeného sulfonamidu a tvorbě ve vodě rozpustné sulfonamidové soli (Na[C6H5SO2NR]):
C6H5SO2N(H)R + NaOH → Na+[C6H5SO2NR−] + H2O
Terciární aminy vyvolávají hydrolýzu sulfonylchloridové funkční skupiny, což také umožňuje tvorbu rozpustných solí:
C6H5SO2Cl + R3N + H2O → R3NH+[C6H5SO −
3 ]